# Muzeum Marii Konopnickiej w Żarnowcu
Muzeum Marii Konopnickiej w Żarnowcu – muzeum biograficzne poświęcone Marii Konopnickiej, utworzone w 1957 w Żarnowcu na Podkarpaciu.
Na muzeum składają się: zabytkowy dworek z XVIII wieku, przebudowany z końcem XIX wieku, park o powierzchni ponad 3 hektarów i lamus. Stanowią one dar narodowy, przekazany pisarce Marii Konopnickiej w 1903 z okazji jubileuszu 25-lecia pracy pisarskiej.
8 września 1903 Konopnicka wprowadziła się wraz ze swoją życiową partnerką Marią Dulębianką, do dworku w Żarnowcu. Tu obie spędzały wiosenno-letnie miesiące, prowadziły szeroką działalność społeczną, malarską i pisarską. Stąd razem podróżowały do Austrii, Francji, Niemiec, Włoch i Szwajcarii, których klimat służył zdrowiu Konopnickiej. Dulębianka miała w dworku swoją pracownię malarską.
Dworek w Żarnowcu od 1910 do 1956 pozostawał w posiadaniu jej rodziny. Przebywały tu córki poetki: Zofia Mickiewiczowa (związana z Żarnowcem od lat 20. do śmierci w 1956) i Laura Pytlińska – aktorka (występująca jako Maria Zawiejska).
W czasie okupacji Zofia udzielała schronienia i pomocy materialnej partyzantom. Dworek w Żarnowcu był przez pewien czas siedzibą Inspektoratu AK Krosno. Jej mąż Adam Stanisław Mickiewicz został aresztowany przez Gestapo w 1942 i zginął w Auschwitz-Birkenau. Po wojnie Z. Mickiewiczowa przyjaźniła się z aktorką Wandą Siemaszkową, która w październiku 1945 przyjechała do Żarnowca i zmarła w dworku 6 sierpnia 1947.
W 1956 Zofia Mickiewiczowa (na kilka miesięcy przed śmiercią), oraz inni spadkobiercy poetki, ofiarowali dworek i park narodowi polskiemu na muzeum biograficzne. W 1957 Ministerstwo Kultury i Sztuki powołało do życia Muzeum Marii Konopnickiej w Żarnowcu. Otwarcia ekspozycji muzealnych dokonano 15 września 1960, po przeprowadzeniu prac remontowych i konserwatorskich. W 1991 oddano do użytku budynek lamusa (dawniej spichlerz), w którym mieści się część ekspozycji.
Tablicę pamiątkową Marii Konopnickiej w muzeum wykonał w 1980 Władysław Kandefer.

## Galeria

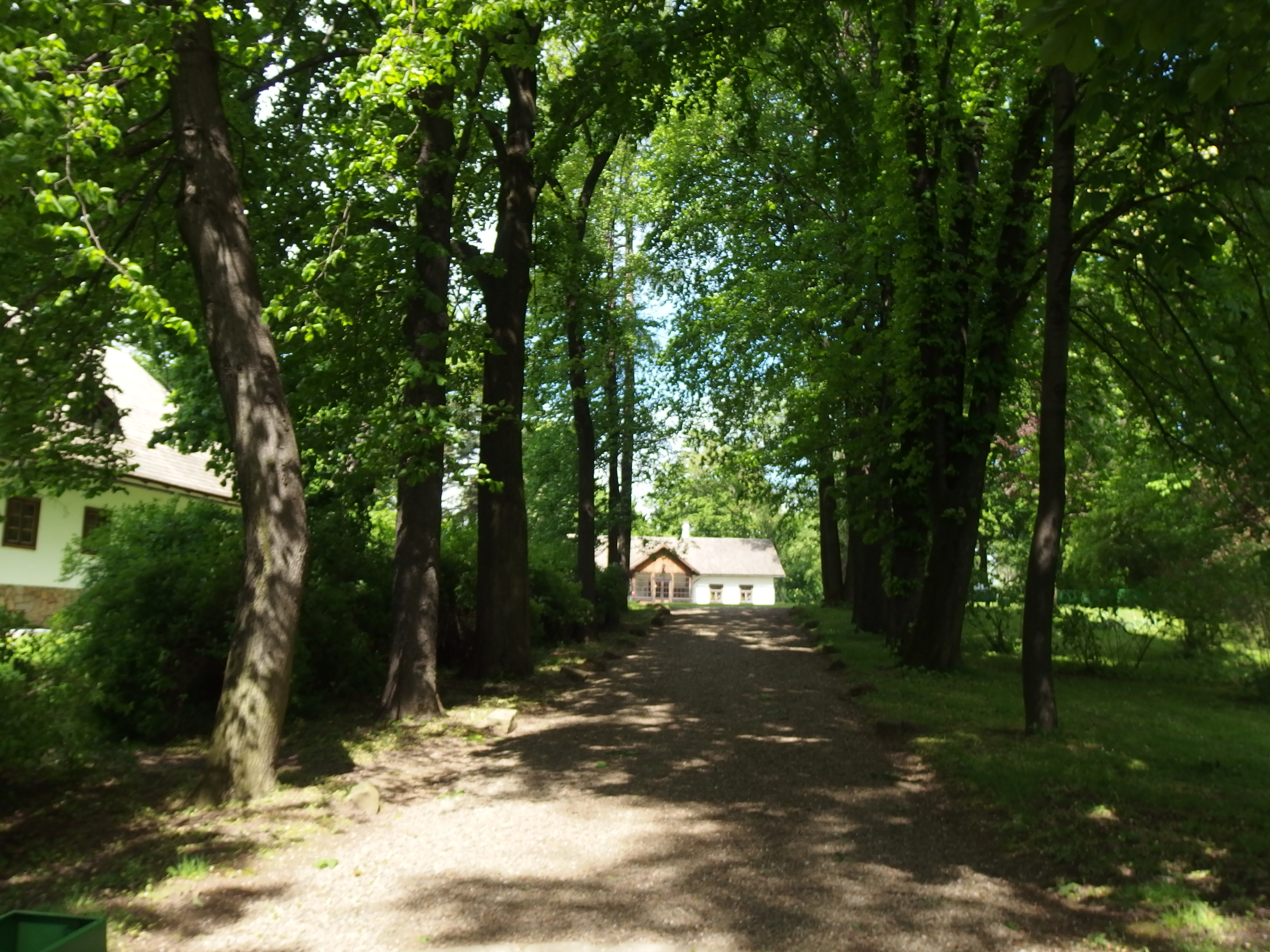
Alejka
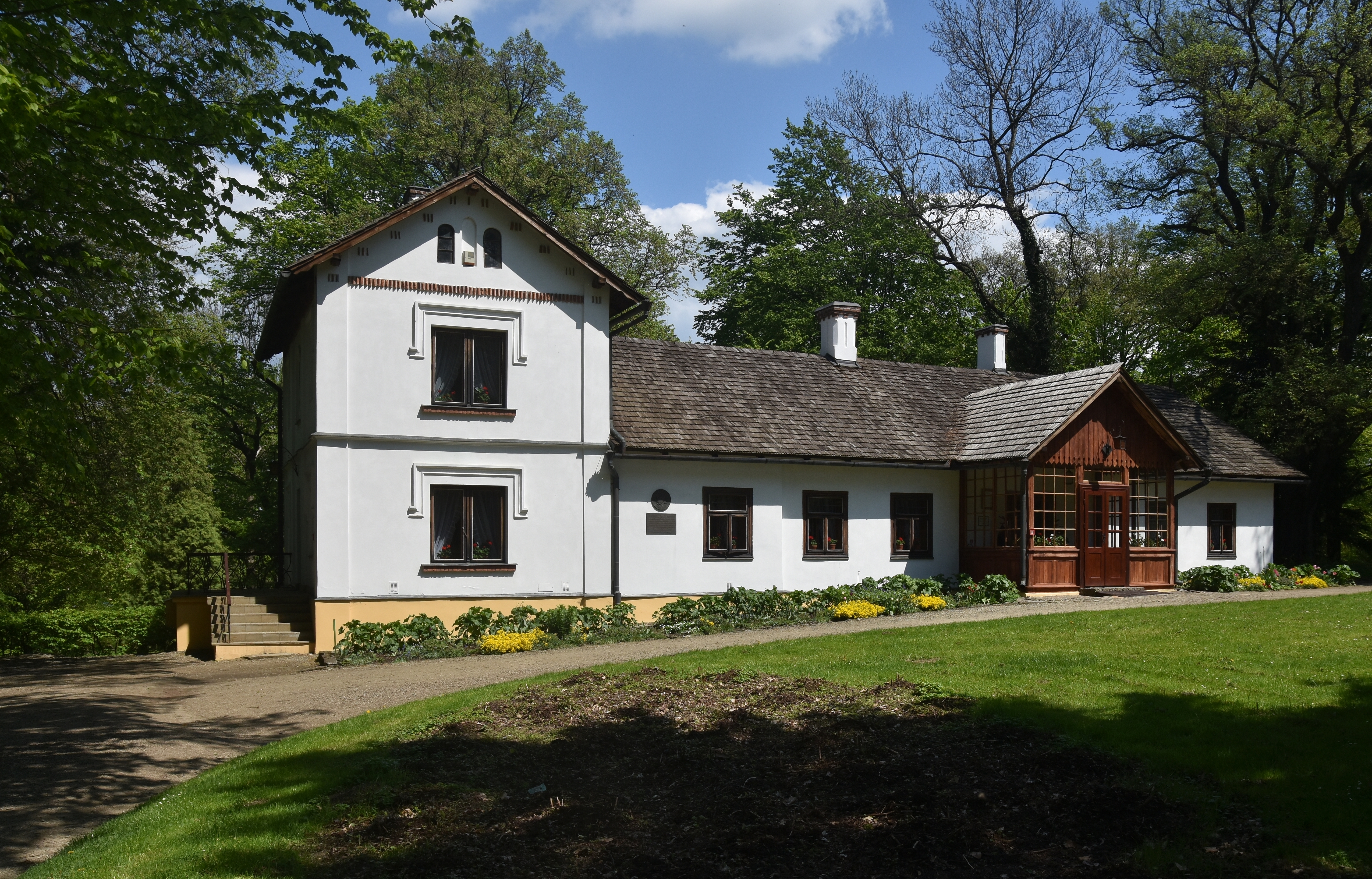
Dworek
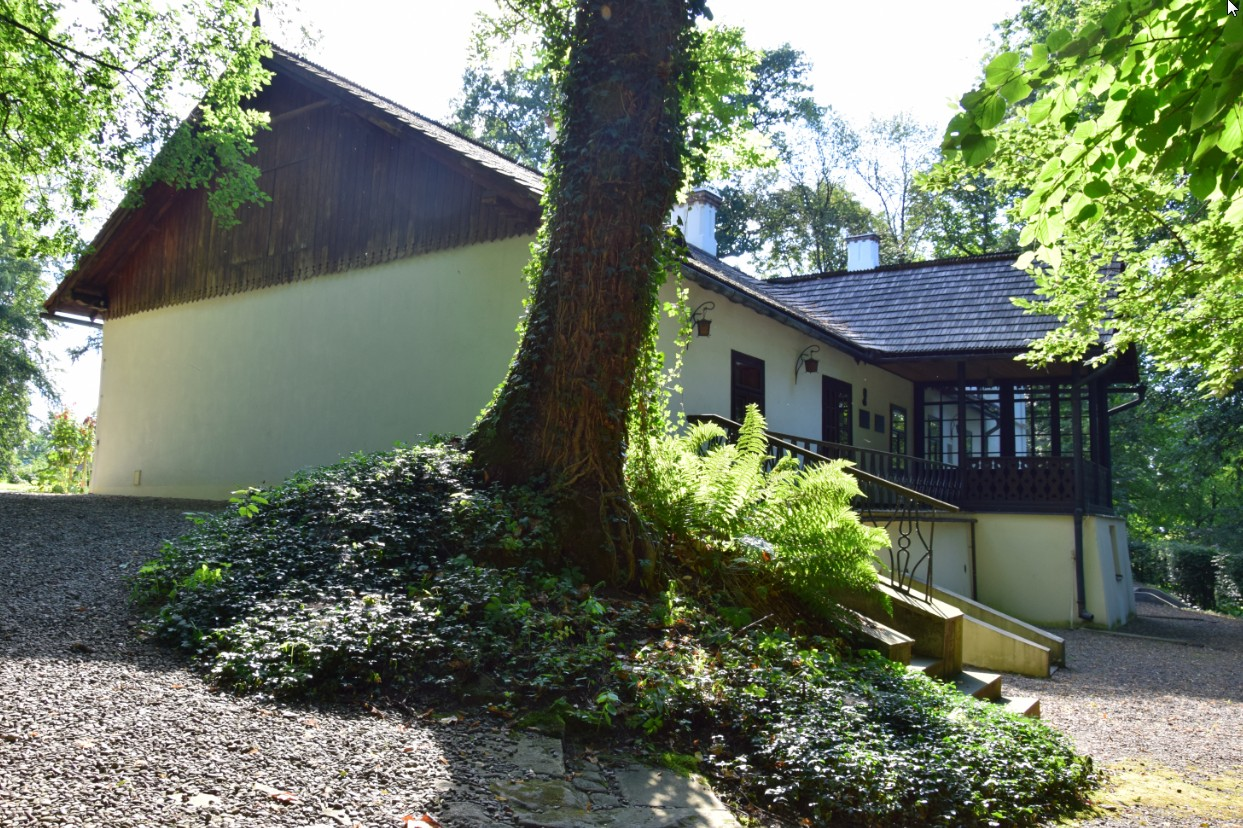
Od zaplecza
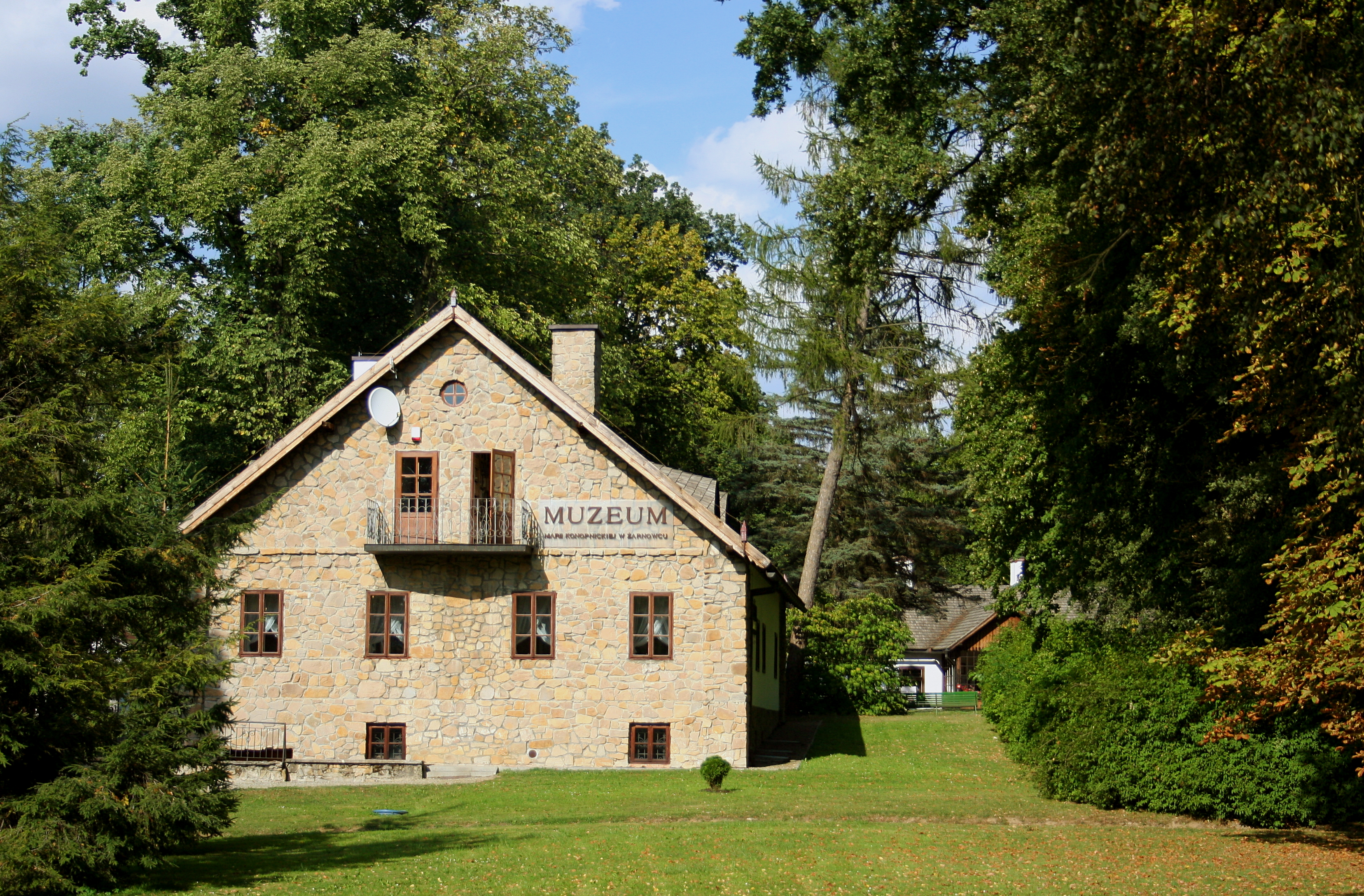
Lamus w parku
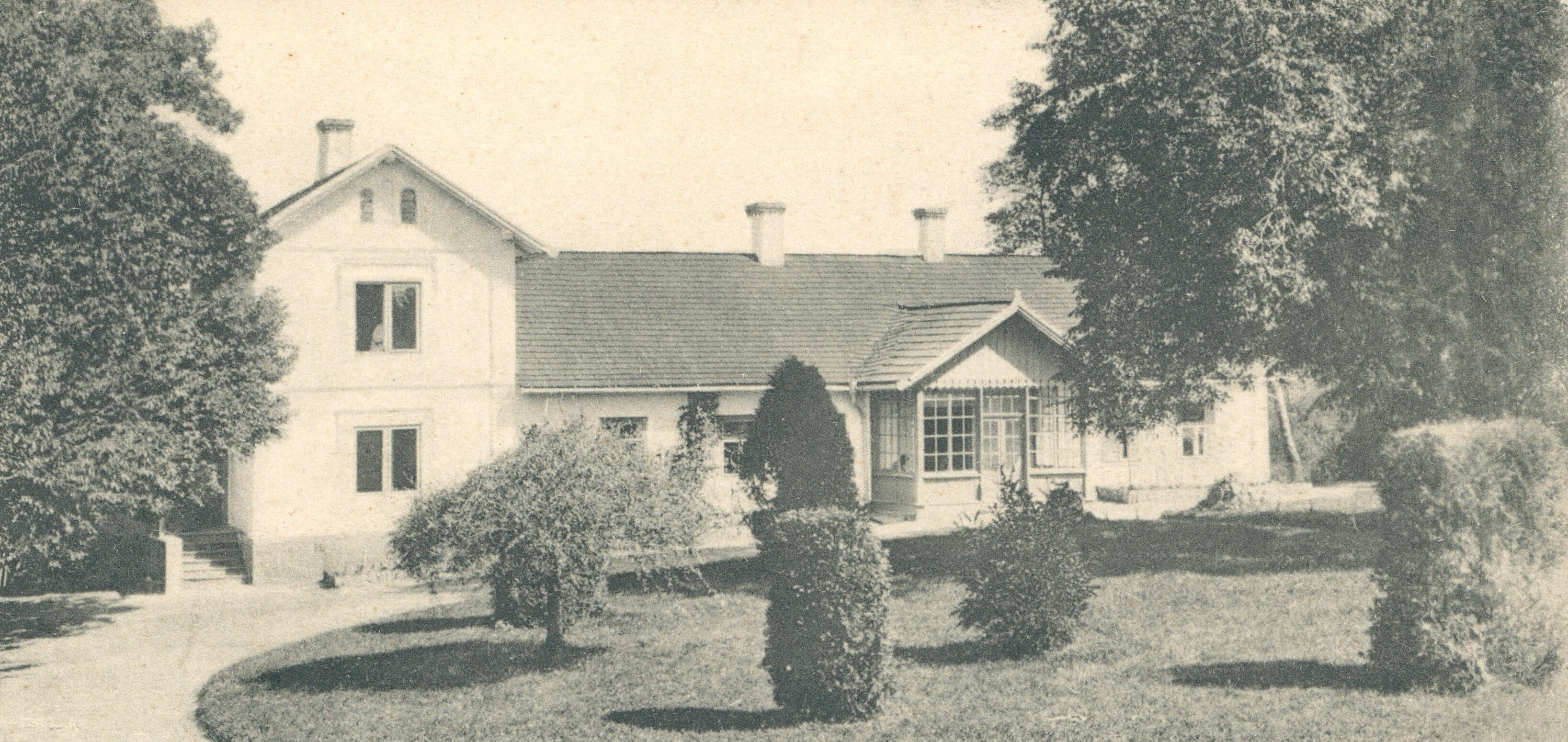
Widok dworu od strony południowej, przed 1904
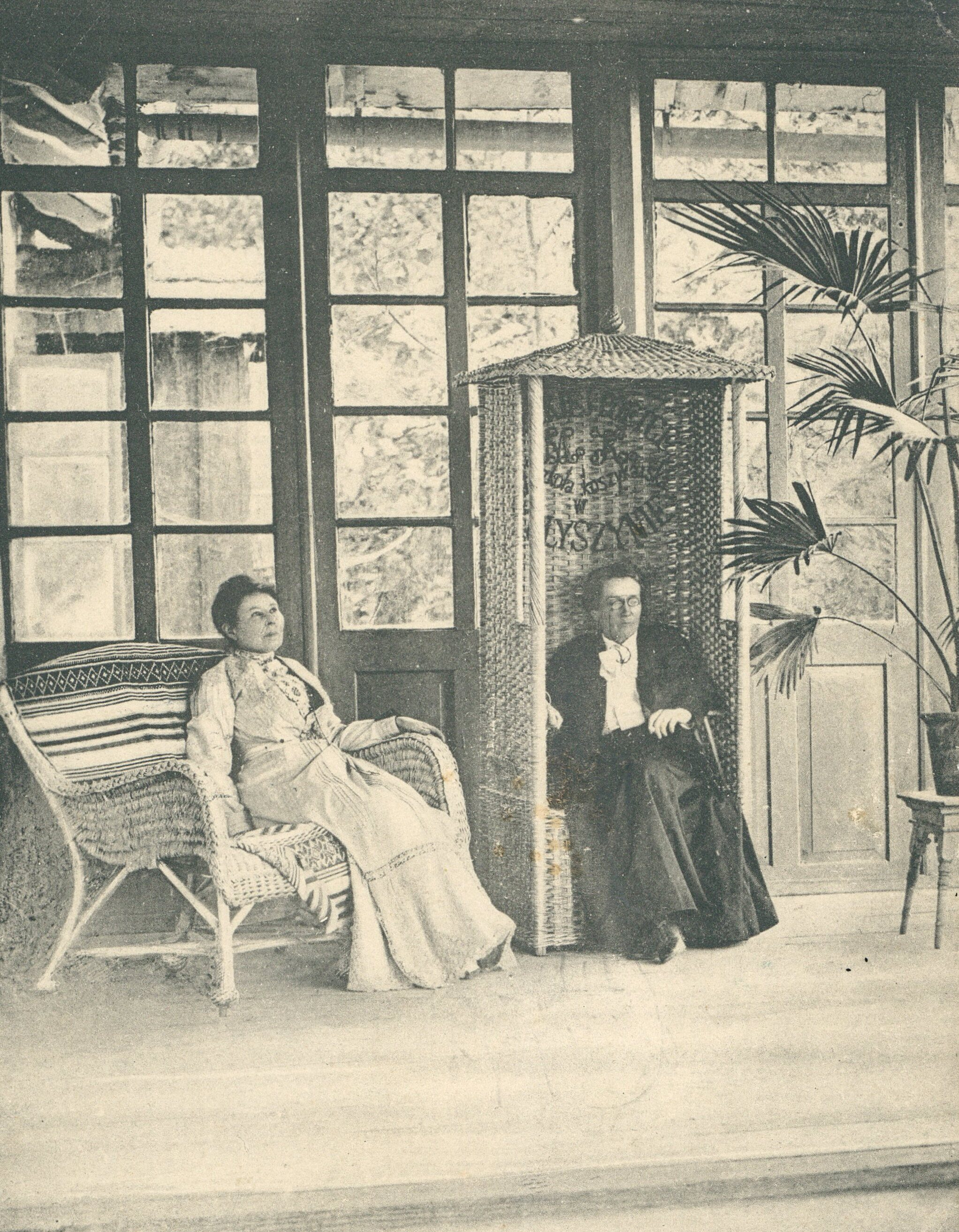
Maria Konopnicka wraz z Marią Dulębianką na werandzie, 1907